# Ginástica rítmica nos Jogos Pan-Americanos de 2011 - Bola
A competição da bola foi um dos eventos da ginástica rítmica nos Jogos Pan-Americanos de 2011. Foi disputada no Complexo Nissan de Ginástica no dia 17 de outubro.

## Calendário
Horário local (UTC-6).
| Data          | Horário | Fase |
| ------------- | ------- | ---- |
| 17 de outubro | 16:35   | Bola |

## Medalhistas
| Ouro   | USA Julie Zetlin         |
| Prata  | MEX Cynthia Valdez       |
| Bronze | BRA Angélica Kvieczynski |

## Resultados
| Pos.              | Ginasta              | País               |        |
| ----------------- | -------------------- | ------------------ | ------ |
| Medalha de ouro   | Julie Zetlin         | USA Estados Unidos | 24.950 |
| Medalha de prata  | Cynthia Valdez       | MEX México         | 24.825 |
| Medalha de bronze | Angélica Kvieczynski | BRA Brasil         | 24.700 |
| 4                 | Mariam Chamilova     | CAN Canadá         | 24.625 |
| 5                 | Shelby Kisiel        | USA Estados Unidos | 24.300 |
| 6                 | Ana Carrasco Pini    | ARG Argentina      | 23.725 |
| 7                 | Maria Kitkarska      | CAN Canadá         | 23.625 |
| 8                 | Darya Shara          | ARG Argentina      | 22.700 |